# Jean Alingué Bawoyeu
Jean Alingué Bawoyeu (* 18. August 1937 in N’Djamena) ist ein tschadischer Politiker und Diplomat. Seine Basis der Unterstützung ist in der Provinz Tandjilé im Süd-Tschad.
Seine Laufbahn im Staatsdienst begann mit seinem Aufstieg im öffentlichen Dienst zum Hauptinspektor der Schatzkammer. Danach diente er dem Internationalen Währungsfonds. Er war Botschafter für sein Land in den Vereinigten Staaten und in Frankreich sowie Präsident der Nationalversammlung. Nach dem Sturz von Präsident Hissène Habré am 1. Dezember 1990 amtierte er als stellvertretender Präsident bis zu dem Tag, als Idriss Déby seine Stelle übernahm.
Er amtierte als Premierminister des Tschad vom 4. März 1991 bis zum 20. Mai 1992.